# Jean-José Frappa

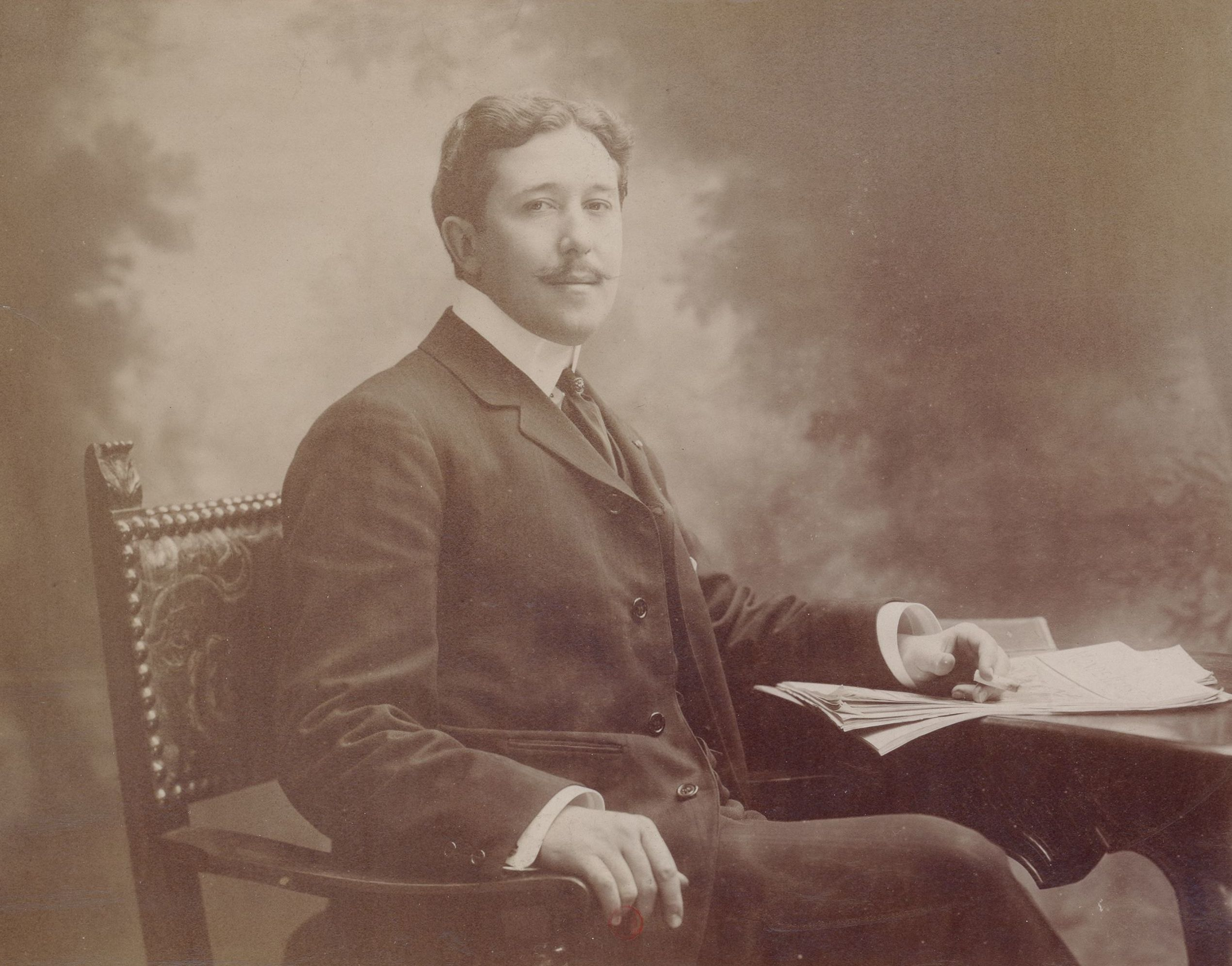
Jean-José Frappa

Jean-José Frappa (* 3. April 1882 in Paris; † 14. Oktober 1939 ebenda) war ein französischer Filmkritiker, Journalist und Schriftsteller.

## Leben

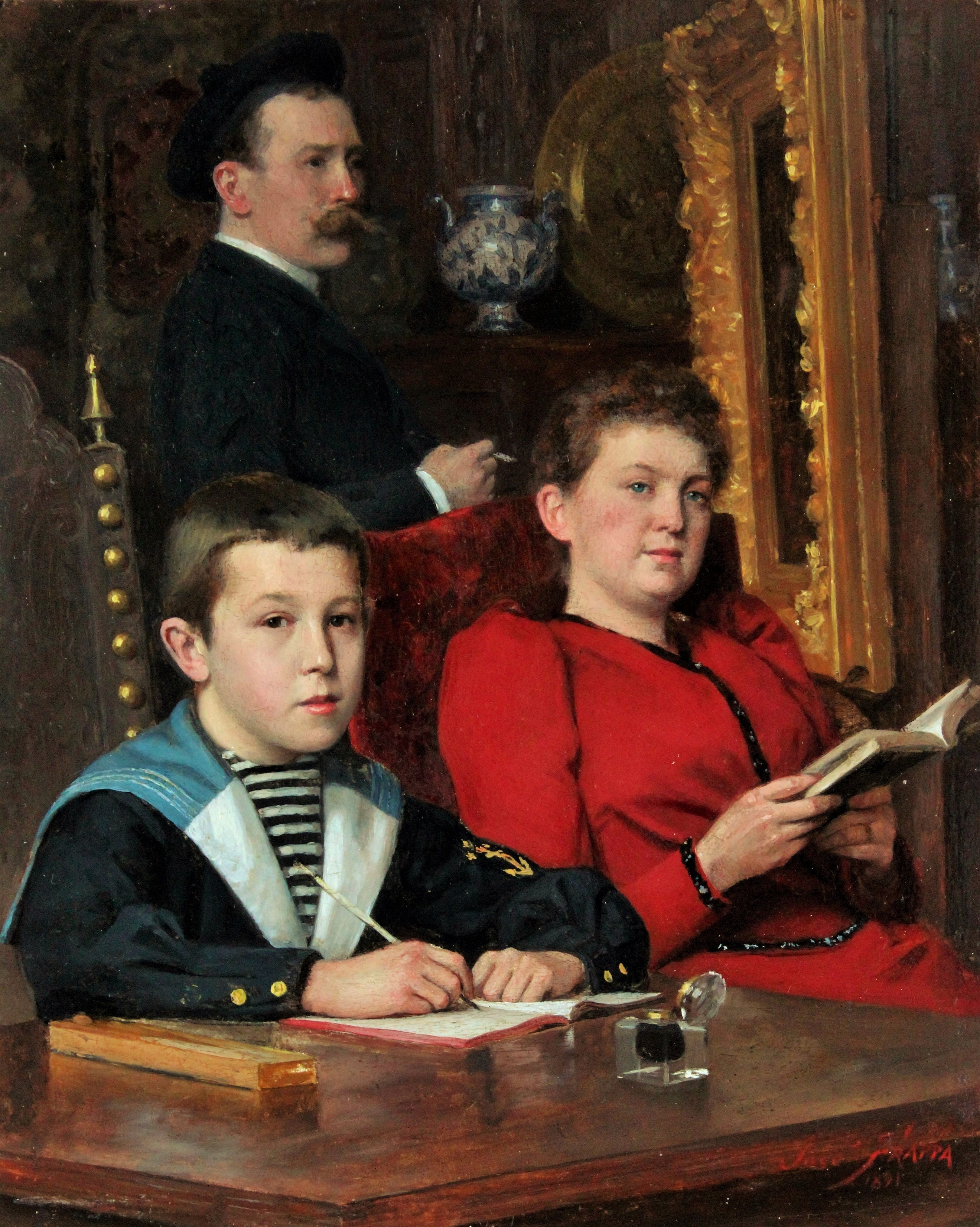
Selbstporträt von José Frappa mit seiner Frau und seinem Sohn Jean-José Frappa, 1891

Frappa war ein Sohn des Malers José Frappa, der kurz vor der Geburt seines Sohnes mit seiner Familie von Saint-Étienne nach Paris gezogen war. Seine Schulzeit verbrachte Frappa am Collège Sainte-Croix in Neuilly-sur-Seine und am Lycée Janson de Sailly (Rue de la Pompe, Paris).
Bereits während seiner Schulzeit versuchte Frappa als freier Mitarbeiter erste kleine Essays und Reportagen bei Zeitungen bzw. Zeitschriften unterzubringen. Später bekam er nacheinander eine Anstellung bei La Presse, Le Monde illustré und Le Matin. Die Herausgeber der Zeitschrift Femina wurden auf ihn aufmerksam und engagierten ihn als Chefredakteur.
Zu Beginn des Ersten Weltkriegs meldete sich Frappa freiwillig zur Armee. Im 11. Korps der Armée française d’Orient kämpfte er unter Führung von General Maurice Sarrail.
Jean-José Frappa starb 1939 in Paris und fand seine letzte Ruhestätte auf dem Cimetière de Boulogne-Billancourt.

## Ehrungen
- Ritter der Ehrenlegion
- Croix de guerre
- Ordre du Mérite agricole
- Orden des weißen Adlers  des Königreichs Serbien
- Orden der Krone von Italien
- Orden der Krone von Rumänien
- Nişan-i İftihar des Osmanischen Reiches

## Werke (Auswahl)
Autobiographisches
- Makédonia. Souvenirs d'un officier de liaison en Orient. Flammarion, Paris 1921.

Drehbücher
- Raymond Bernard (Regie): Der Schachspieler („Le joueur d'échecs“). 1927.
- Raymond Bernard (Regie): Das Wunder der Wölfe („Le miracle des loups“). 1924.
- Albert Capellani (Regie): Le Nabab. 1913.
- Jacques Daroy (Regie): La dame de haut le bois. 1947.
- Marco de Gastyne (Regie): La merveilleuse vie de Jeanne d’Arc. 1920.
- Maurice Gleize (Regie): Legion d'honneur. 1938.
- André Hugon (Regie): La princesse aux clowns. 1924 (nach seinem gleichnamigen Theaterstück)
- Tony Lekain (Regie): Monsieur de Pourceaugnac. 1932.
- Maurice Tourneur (Regie): Accusée, levez-vous!. 1930.

Romane
- À Paris, sous l'œil des métèques. Paris 1926.
- Le fils de Monsieur Poirier. Paris 1925.
- L'idèe. Paris 1920.
- À Salonique sous l'œil de dieu. Paris 1917.
- Les vieux bergers. Paris 1919.

Theaterstücke
- Les anges gardiens. Paris 1910.
- Le Baron de Batz.
- Derniere heure. Pièce en 4 actes. Paris 1912.
- Les Don Juans. Paris 1919.
- Isidore. Comédie en 1 acte. Paris 1908.
- Le portique. Comédie en 1 acte. Paris 1904.
- Molière. Pièce en 4 actes et 6 tableaux. Paris 1922 (zusammen mit Henri Dupuy-Mazuel).
- La princesse aux clowns. Paris 1923.